# Guiba
Guiba è un dipartimento del Burkina Faso classificato come comune, situato nella provincia di Zoundwéogo, facente parte della Regione del Centro-Sud.
Il dipartimento si compone del capoluogo e di altri 21 villaggi: Banguéssom, Bilbalogo, Boura, Dissomey, Garancé, Guéré, Guéré-Goghin, Imasgo, Kaleinga, Koakin, Kougbaga, Ouètinga, Parougri, Passebtinga, Saonghin, Sougou, Tanghin, Tiédin, Tinrtinga, Toémissi, Yakin.